# PCLinuxOS
PCLinuxOS (съкратено: PCLOS) e жива Линукс дистрибуция, ориентирана към обикновения потребител. Основна цел на разработчиците е простотата и лесното използване. При PCLinuxOS не е необходимо да се инсталира допълнителен софтуер, за да се разпознават и отварят повечето от известните мултимедийни файлове, като mp3 и avi. Готови и инсталирани към диска са и Java и Flash 10. Дистрибуцията разполага и с голямо количество допълнителен софтуер в хранилищата, който може да се инсталира чрез Synaptic. Основната десктоп среда е KDE, но са достъпни и версии с gnome, xfce, lxde и др. Живият диск разполага с инсталатор, който е много лесен за употреба, и инсталацията на твърдия диск не отнема почти никакво време. Друга интересна характеристика е mklivecd – програма, която ви позволява да създадете собствен жив диск от наличната инсталация.

## История на PCLinuxOS
Предшественикът на PCLinuxOS е набор от RPM пакети, създадени за подобряване на версиите на Mandrake Linux (по-късно Mandriva Linux). Тези пакети са създадени от разработчика Бил Рейнолдс, по-известен като Texstar.
Първата версия на PCLinuxOS е пусната на 24 октомври 2003 г. Тя е създадена като форк на Mandrake Linux 9.2 от Texstar, след което работейки в тясно сътрудничество с The Live CD Project прешръща този форк в независима пълноценна дистрибуция. Първите издания на PCLinuxOS са обозначени като 'preview' версии: p5, p7, p8, p81a, p9, p91, p92, и p93.
| Версия                                                    | Дата             |
| --------------------------------------------------------- | ---------------- |
| 2024.10 KDE, MATE, and XFCE                               | 18 октомври 2024 |
| 2023.07 KDE, MATE, and XFCE                               | юли 2023         |
| 2022.12 KDE, MATE, and XFCE                               | декември 2022    |
| 2021.11 KDE, MATE, and XFCE                               | 5 ноември 2021   |
| 2020.1015 KDE                                             | 15 октомври 2020 |
| 2020.01 KDE                                               | 14 януари 2020   |
| 2019.06 KDE                                               | 16 юни 2019      |
| 2018.06 MATE                                              | 1 юни 2018       |
| 2018.06 KDE                                               | 1 юни 2018       |
| 2017.07 KDE                                               | юли 2017         |
| 2017.03 MATE 64 Bit                                       | 17 март 2017     |
| 2017.03 KDE Plasma 5 64 Bit                               | 2 март 2017      |
| 2017.02 KDE Plasma 5, MATE 64 Bit                         | 10 февруари 2017 |
| 2016.07 MATE 64 Bit                                       | 6 юли 2016       |
| 2016.03 KDE, FullMonty 64 Bit                             | 8 март 2016      |
| 2014.12 KDE, FullMonty, KDE, LXDE and MATE 32 & 64 bit    | 18 декември 2014 |
| 2013.12 KDE, FullMonty, MiniMe, LXDE and MATE 32 & 64 bit | 3 декември 2013  |
| 2013.7 KDE 32 & 64 bit                                    | 17 юли 2013      |
| 2013.7 LXDE 32 & 64 bit                                   | 7 юли 2013       |
| 2013.7 Mate 32 & 64 bit                                   | 15 юли 2013      |
| 2013.7 KDE-MiniME 32 & 64 bit                             | 7 юли 2013       |
| 2013.7 Mate 32 & 64 bit                                   | 3 юли 2013       |
| 2013.6 Full Monty 64 bit                                  | 17 юни 2013      |
| 2013.6 LXDE 64 bit                                        | 17 юни 2013      |
| 2013.4 64 bit                                             | 10 април 2013    |
| 2013.4                                                    | 4 април 2013     |
| 2013.2                                                    | 1 февруари 2013  |
| 2012.8                                                    | 22 август 2012   |
| 2012.2                                                    | 2 февруари 2012  |
| 2011.9                                                    | септември 2011   |
| 2011.6                                                    | 27 юни 2011      |
| 2010.12                                                   | 15 декември 2010 |
| 2010.10                                                   | 28 октомври 2010 |
| 2010.7                                                    | 5 юли, 2010      |
| 2010.1                                                    | 5 май, 2010      |
| 2010                                                      | 19 април 2010    |
| 2009.2                                                    | 30 юни, 2009     |
| 2009.1                                                    | 11 март, 2009    |
| 2008 MiniMe                                               | 7 януари 2008    |
| P.94 2007                                                 | 21 май, 2007     |
| P.93a Big Daddy                                           | 21 август, 2006  |
| P.93a Junior                                              | 9 август, 2006   |
| P.93a MiniMe                                              | 4 август, 2006   |
| P.93 MiniMe                                               | 21 април 2006    |
| P.92                                                      | 21 ноември 2005  |
| P.91                                                      | 7 юли, 2005      |
| P.81a                                                     | 2005             |
| P.8                                                       | 2005             |
| P.7                                                       | 2004             |
| P.5                                                       | 2004             |
| Първо издание                                             | Октомври 2003    |

### PCLinuxOS 2007
PCLinuxOS 2007 е първият завършен рилийз, базиран на Mandriva Linux 2007. Това издание включва напълно нов дизайн спрямо предишните preview версии и вградени 3D ефекти. Други промени са обновеното лого и буут скрийн. Официалната дата на издаването е 21 май 2007.

### PCLinuxOS 2009
PCLinuxOS 2009.2 е пусната на 30 юни 2009. Подобренията спрямо предишни версии са доста бъг-фиксове, промени по дизайна и работния плот. Това е последната версия на PCLinuxOS, която използва KDE 3 графична среда по подразбиране.

### PCLinuxOS 2010
2010 изданието на PCLinuxOS е пуснато на 19 април 2010. То съдържа новата версия на KDE – 4.4.2 и нова версия на Линукс ядрото – 2.6.32.11. Това е първата версия на PCLinuxOS, която поддържа новата файлова система ext4. Също това издание е първото, което съдържа не само KDE и GNOME графични среди, но и по-леките xfce и LXDE. Дистрибуцията изисква пълно преинсталиране и не е съвместима с предишни версии.

### PCLinuxOS 2011.6
PCLinuxOS 2011.6 излиза на 27 юни 2011. Обновленията включват ъпдейт на ядрото до Linux Kernel 2.6.38.8, Xorg е обновен до версия 1.10.2, което предлага по-добра поддръжка за видеокартите на Intel, Nvidia и AMD/ATI.
Към 28 август 2011, PCLinuxOS е на 7-о място в листата на distrowatch за най-използвани Линукс дистрибуции.

### PCLinuxOS 2011.9
PCLinuxOS 2011.9 е достъпна е с няколко графични среди – KDE, GNOME, LXDE, XFCE. Промените включват
- Kernel 2.6.38.8bfs
- Full KDE 4.6.5 Desktop

### Край на официалната поддръжка за 32-битова версия
На 10 май 2016 г. основният разработчик Texstar обяви края на поддръжката за 32-битови версии на PCLinuxOS. В резултат на това 32-битовите ISO на дистрибуцията, официалните 32-битови актуализации на пакети и поддръжката на форума престанаха да се предлагат. Въпреки че това не пречи на неофициалната поддръжка, след съобщението само 64-битови ISO изображения и актуализации на пакети са достъпни на официалната уеб страница и нейните канали.